# Саппингтон, Марк
Марк Ви́нсент Са́ппингтон (англ. Marc Sappington; род. 9 февраля 1978, Канзас-Сити, Канзас, США) — американский серийный убийца, каннибал, убивший 4 человек. Известен тем, что съел часть ноги одной из своих жертв — Алтона Брауна.

## Обвинение
Он был обвинён в четырёх убийствах, совершённых под действием фенциклидина. Сам Саппингтон говорил, что голоса в его голове говорили ему есть плоть и пить кровь, иначе он умрёт.
Марк Саппингтон был осуждён 23 июня 2004 года за убийство Терри Т. Грина, Майкла Уивера-младшего и Алтона «Фрэда» Брауна-младшего. 10 декабря 2004 года Саппингтон был осуждён за попытку ограбления при отягчающих обстоятельствах и убийства Дэвида Машака в его автосалоне в марте 2001 года.
Обвиняемый сделал признание на камеру в апреле 2001, в котором признался, что зарезал Майкла Уивера до смерти, оставил тело Терри Грина в машине и застрелил Алтона Брауна, прежде чем расчленить его тело и съесть часть его ноги.